# Ploaie de meteori

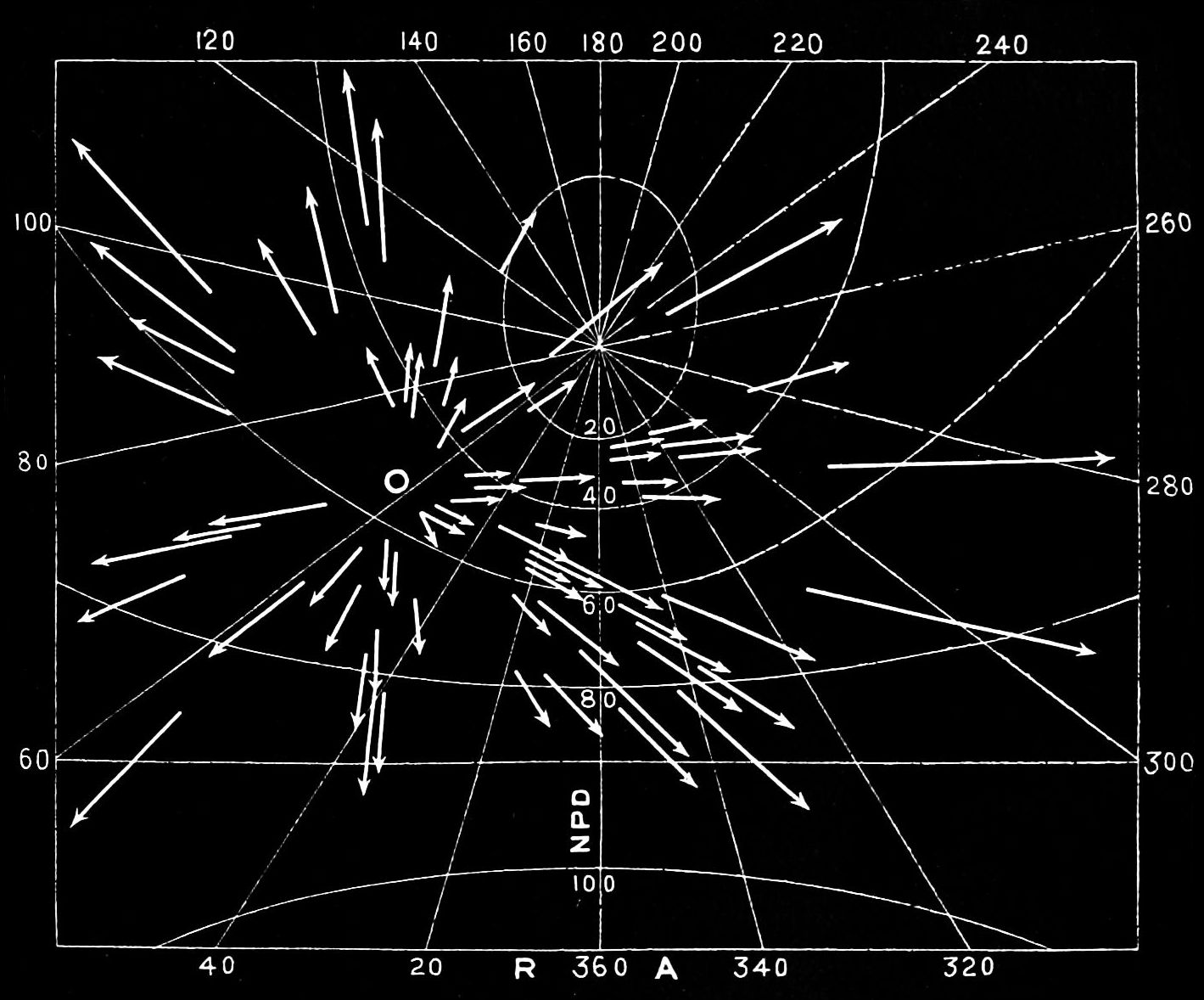
Hartă cerească în care este arătat radiantul ploii meteorice Perseide.

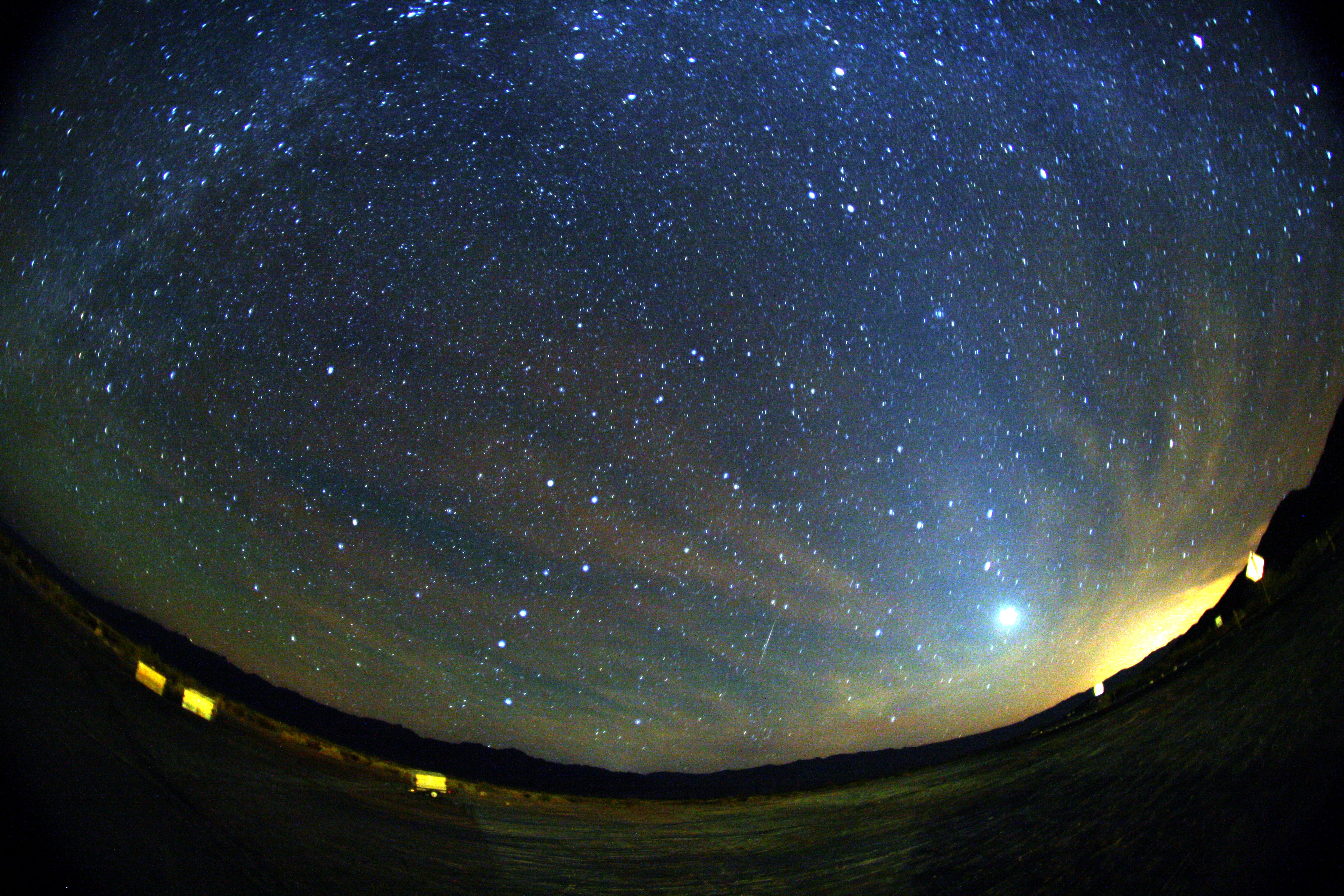
Cerul nopții în timpul unei ploi de meteori

Scurtă animație a căderii unui singur meteor

O ploaie de meteori este un eveniment ceresc în care mai mulți meteori (fenomen luminos) sunt observați pe cerul nopții, aparent radiind dintr-un punct fix (numit radiant). Aceste „ploi” sunt cauzate de fluxuri de corpuri cosmice numite meteoroizi care intră în atmosfera Pământului la viteze extrem de mari pe traiectorii paralele. Majoritatea meteoroizilor sunt mai mici decât un bob de nisip, astfel încât aproape toți se dezintegrează în atmosferă și nu lovesc niciodată suprafața Pământului. Ploile intense sau neobișnuite de meteori sunt cunoscute ca furtuni de meteori, timp în care se pot observa mai mult de 1.000 de meteori pe oră.

### Radiant

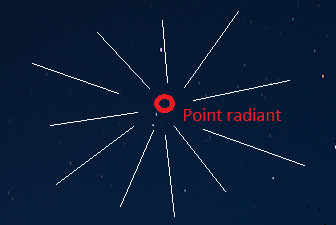
Imagine care ilustrează poziția unui radiant.

Radiantul unei ploi de meteori este punctul de pe bolta cerească de unde pare că provin meteorii. 
Acest punct este un efect optic cauzat de mișcarea curenților meteorici. Într-adevăr, aceștia se deplasează în spațiu urmând rute paralele între ele. Dreapta dusă de la Pământ la radiantul unei ploi de meteori este, prin urmare, direcția relativă, comună tuturor meteorilor care constituie acea ploaie de meteori.

## Ploi de meteori notabile
Au fost inventariate mai multe zeci de ploi de meteori. Numele acestora sunt în majoritate derivate de la denumirea constelației în care se află radiantul lor. Fiecare ploaie de meteori se produce în fiecare an, în aceeași perioadă, cu o intensitate variabilă de la un an la altul.

### Perseide și Leonide

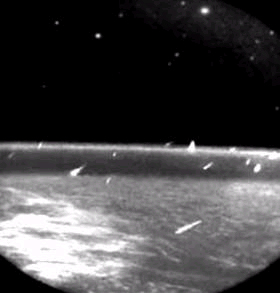
Leonide observate din spațiu

Cea mai cunoscută ploaie de meteori de-a lungul anilor este Perseide, al cărei maxim apare în data de 12 august a fiecărui an, cu o rată de peste un meteor pe minut.
Ploaia de meteori Leonide își atinge maximul pe 17 noiembrie. Odată la aproximativ 33 de ani, această ploaie produce o furtună de meteori, cu o rată de mii de meteori pe oră. Fluxurile de meteori produse de Leonide au dat naștere termenului de ploaie de meteori atunci când, în timpul furtunii din noiembrie 1833, s-a realizat pentru prima dată că meteorii radiază din apropierea stelei Gamma Leonis. Ultimele furtuni de Leonide au avut loc în 1999, 2001 și 2002. Înainte de acestea, furtuni au mai existat în 1767, 1799, 1833, 1866, 1867 și 1966. Atunci când nu produce „furtuni”, activitatea ploii de meteori Leonide este mai scăzută decât cea a Perseidelor.

### Alte ploi de meteori
Denumirile oficiale sunt stabilite de Uniunea Astronomică Internațională în lista ploilor de meteori.
| Ploaie                         | Perioadă                       | Corp părinte                                                                                        |
| ------------------------------ | ------------------------------ | --------------------------------------------------------------------------------------------------- |
| Quadrantide                    | Prima parte a lunii ianuarie   | Același cu obiectul părinte al planetei minore 2003 EH1 și probabil cometele C/1490 Y1 și C/1385 U1 |
| Lyride                         | Ultima parte a lunii aprilie   | Cometa C/1861 G1 (Thatcher)                                                                         |
| Pi Puppide (periodică)         | Ultima parte a lunii aprilie   | Cometa 26P/Grigg-Skjellerup                                                                         |
| Eta Aquaride                   | Prima parte a lunii mai        | Cometa 1P/Halley                                                                                    |
| Arietide                       | Jumătatea lunii iunie          | Cometa 96P/Machholz și complexul de grupuri de comete Marsden și Kracht                             |
| Bootide de iunie (periodică)   | Ultima parte a lunii iunie     | Cometa 7P/Pons-Winnecke                                                                             |
| Delta Aquaride de sud          | Ultima parte a lunii iulie     | Cometa 96P/Machholz și complexul de grupuri de comete Marsden și Kracht                             |
| Alpha Capricornide             | Ultima parte a lunii iulie     | Cometa 169P/NEAT                                                                                    |
| Perseide                       | Jumătatea lunii august         | Cometa 109P/Swift-Tuttle                                                                            |
| Kappa Cygnide                  | Jumătatea lunii august         | Planeta minoră 2008 ED69                                                                            |
| Aurigide (periodică)           | Prima parte a lunii septembrie | Cometa C/1911 N1 (Kiess)                                                                            |
| Kappa Aquaride                 | 8 septembrie - 30 septembrie   | Asteroidul 4179 Toutatis                                                                            |
| Draconide (periodică)          | Prima parte a lunii octombrie  | Cometa 21P/Giacobini-Zinner                                                                         |
| Orionide                       | Ultima parte a lunii octombrie | Cometa 1P/Halley                                                                                    |
| Tauride de Sud                 | Prima parte a lunii noiembrie  | Cometa 2P/Encke                                                                                     |
| Tauride de Nord                | Jumătatea lunii noiembrie      | Planeta minoră 2004 TG10 și altele                                                                  |
| Andromedide (periodică)        | Jumătatea lunii noiembrie      | Cometa 3D/Biela                                                                                     |
| Alpha Monocerotide (periodică) | Jumătatea lunii noiembrie      | necunoscut                                                                                          |
| Leonide                        | Jumătatea lunii noiembrie      | Cometa 55P/Tempel-Tuttle                                                                            |
| Phoenicide (periodică)         | Prima parte a lunii decembrie  | Cometa D/1819 W1 (Blanpain)                                                                         |
| Geminide                       | Jumătatea lunii decembrie      | Planeta minoră 3200 Phaethon                                                                        |
| Urside                         | Ultima parte a lunii decembrie | Cometa 8P/Tuttle                                                                                    |

## Legăturiexterne
- Monitorizare în direct a meteorilor
- Bazele observării meteorilor, Sky and Telescope
- Infografic despre ploile de meteori Arhivat în 14 martie 2009, la Wayback Machine.
- Rețeaua Nord-Americană de Meteori
- Fotografii și informații despre ploile de meteori Arhivat în 17 septembrie 2008, la Wayback Machine. (AOL Research & Learn)
- Ploi de meteori, Sky and Telescope